# Dolichos capensis
Dolichos capensis är en ärtväxtart som beskrevs av Carl von Linné. Dolichos capensis ingår i släktet Dolichos och familjen ärtväxter. Inga underarter finns listade i Catalogue of Life.